# Route nationale 410
Pour les articles homonymes, voir Route 410.
La route nationale 410 ou RN 410 est actuellement une route nationale française reliant Saint-Denis à l'A 1. Son tracé se résume en fait aux bretelles d'accès de l'échangeur N° 2. Mais, auparavant, elle avait un tout autre tracé d'une bien plus grande longueur.

## Historique
La RN 410 était à sa création une route nationale française reliant Pont-à-Mousson à Bitche en Lorraine. La RN 410 a été créée le 1er octobre 1930 par transformation de l'IC 7 de Meurthe-et-Moselle et de sections des GC 30, 51 et 34 de la Moselle (section de Pont-à-Mousson à Saint-Avold), et le 1er janvier 1931 par transformation de sections des GC 93, 26, 26bis, 108bis et 108 de la Moselle (section de Saint-Avold à Bitche). À la suite des déclassements de 1972, elle a été renommée D 910 en deux étapes (sauf de Neunkirch à Bitche où elle a été renumérotée RN 62 avant d'être finalement déclassée en RD 662 le 1er janvier 2006) : le 1er octobre 1972 en Moselle et le 1er janvier 1973 en Meurthe-et-Moselle.
Par la suite, en 1978, le nom de RN 410 a été attribué à la RN 310A qui reliait Paris (porte de Clichy) à Saint-Denis (porte de Paris) en suivant l'ancienne route de la Révolte. Cet itinéraire a été par la suite déclassé en RD 912 dans les Hauts-de-Seine le 1er janvier 1993. Le département de la Seine-Saint-Denis s'est opposé au transfert des routes nationales et ce n'est qu'en 2006 que ce tracé a été déclassé à l'exception de la bretelle d'accès à l'A 1 qui a été conservée dans le réseau national. Le tracé déclassé en 2006 est actuellement une route nationale d'intérêt local et n'a pas encore été renuméroté.

### Embranchements
Au fur et à mesure des changements de tracé, des embranchements ont pris des noms dérivés de celui de l'ancienne RN 410 :
- RD 910A (Meurthe-et-Moselle) : traversée de Héminville et de Lesménils
- RD 910A (Moselle) : rocade de Saint-Avold
- RD 910B : second franchissement de la Moselle à Pont-à-Mousson
- RD 910D : traversée de Luppy et de Béchy
À Faulquemont, la rocade a pris le nom de RD 910 mais l'entrée ouest de la ville continue de porter le même nom.

## Tracé originel
La RN 410 commence sur la rive droite de la Moselle à Pont-à-Mousson. Elle prend immédiatement une direction perpendiculaire à la rivière et s'élève entre les buttes de Mousson et de Xon pour traverser le plateau lorrain. Elle longe la lisière nord du bois du Juré puis franchit successivement l'A 31 et la Seille. Elle longe la LGV Est européenne, passe devant la gare de Lorraine TGV et l'aéroport de Metz-Nancy-Lorraine. Elle quitte la LGV Est européenne après Vigny et suit une autre voie ferrée (ligne de Rémilly à Stiring-Wendel) jusqu'à Faulquemont. Dans cette commune, elle franchit la Nied allemande et prend une direction nord-est ; le parcours jusqu'à Trois Maisons est plus vallonné. Après le tronc commun avec les RN 3 et RN 56, elle franchit l'A 4 à la sortie de Seingbouse. Après avoir traversé Farébersviller, elle longe la forêt de Théding et suit la vallée du Strichbach en compagnie de la ligne ferroviaire de Béning à Sarreguemines jusqu'à Welferding, au bord de la Sarre. Elle a alors un tronc commun avec les RN 61 puis RN 74 pour la traversée de Sarreguemines. À Neunkirch, la RN 410 emprunte le tracé rectiligne d'une ancienne voie romaine jusqu'à La Fromuehle, remonte la vallée du Schwangerbach jusqu'à Schwangerbach puis monte en direction de Bitche.
Voir le tracé de la RN 410 sur GoogleMaps

### De Pont-à-Mousson à Trois Maisons (D 910)
- Pont-à-Mousson (km 0))
- Héminville, commune de Lesménils (déviée)
- Lesménils (déviée)
- Cheminot (km 7)
- Louvigny
- Vigny (km 15)
- Buchy (km 18)
- Luppy (déviée)
- Béchy (déviée) (km 26)
- Han-sur-Nied (km 30)
- Herny (km 34)
- Many (km 37)
- Mainvillers (km 39)
- Faulquemont (déviée) (km 44)
- Redlach, commune de Tritteling-Redlach (déviée)
- Trois Maisons, commune de Longeville-lès-Saint-Avold (km 58)

### De Macheren à  Welferding (D 910)
À partir de Trois Maisons, la route fait ensuite tronc commun avec la RN 3 puis la RN 56 pour la traversée de Saint-Avold et de Macheren. Ces routes ont été déclassées respectivement en RD 603 et RD 656 à la suite du décret du 5 décembre 2005.
- RN 56 sur la commune de Macheren
- Seingbouse
- Farébersviller (km 74)
- Théding (km 76)
- Diebling (km 80)
- Metzing (km 81)
- Hundling (km 83)
- Ippling (km 85)
- Welferding, commune de Sarreguemines (km )

La route fait tronc commun avec la RN 61 puis la RN 74 pour la traversée de Sarreguemines. Ce tronçon de la RN 61 a été déclassée en RD 661 en 2006. Quant au tronçon de la RN 74 reliant Sarreguemines à Neunkirch, il avait été renuméroté RN 62 avant d'être finalement déclassé à la suite du décret du 5 décembre 2005.

### De Neunkirch à Bitche (D 662)
- Neunkirch, commune de Sarreguemines (km 95)
- Gros-Réderching (km 105)
- Rohrbach-lès-Bitche (km 110)
- Meyershof, commune de Petit-Réderching (km 113)
- La Fromuehle, commune de Siersthal (km 116)
- Reyersviller (km 120)
- Bitche (km 124)

Dans les années 2000, une route de contournement par le nord vers Rimling reliant le tracé de l'ancienne RN 410 près de la Gare de Wœlfling-lès-Sarreguemines à la déviation de Bitche a été construite. C'est la RD 620 qui n'a jamais été classée dans le réseau national en raison des déclassements effectués en 2006 mais qui constitue aujourd'hui l'itinéraire préférentiel entre Sarreguemines et Bitche.

## Second tracé

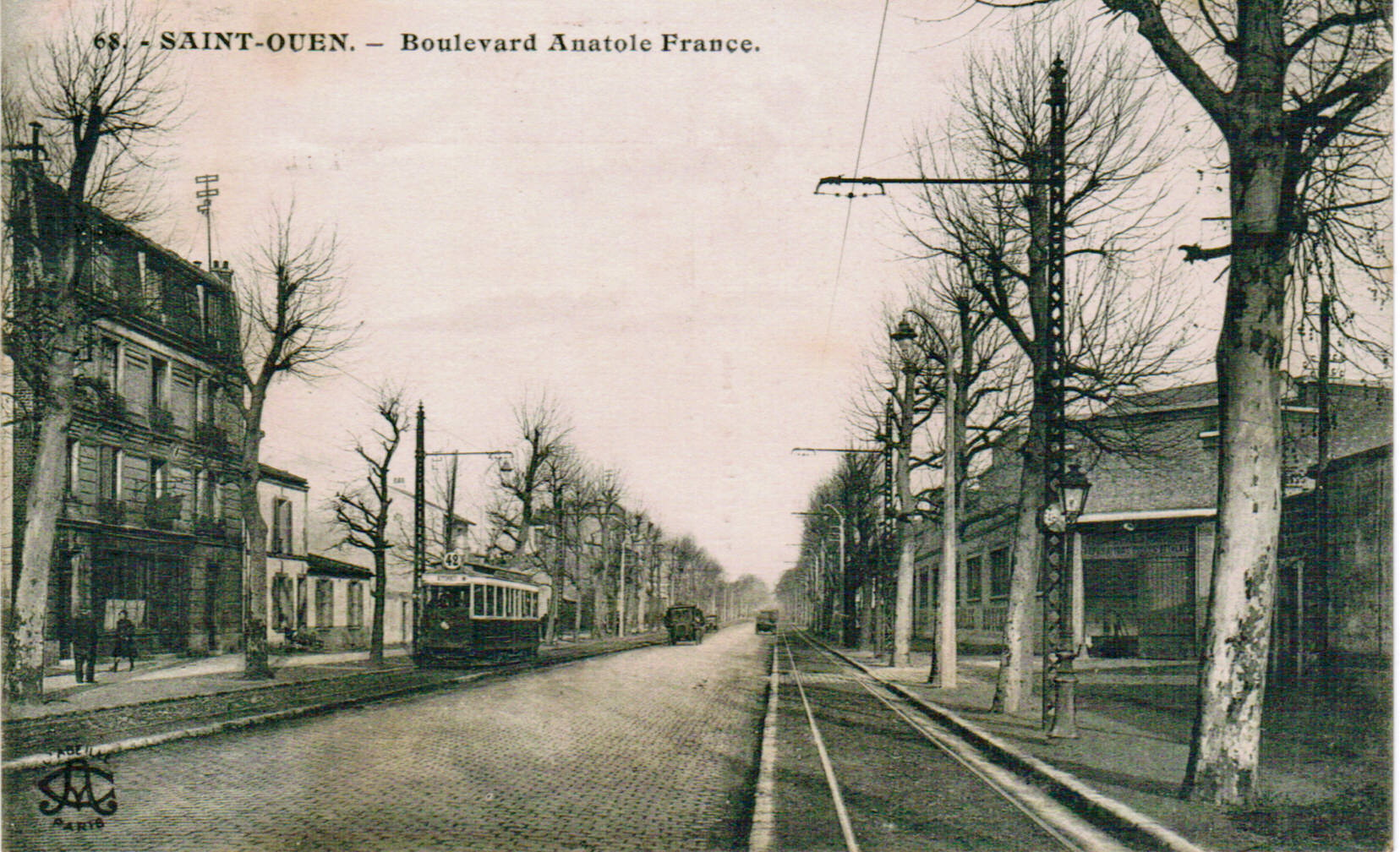
La RN 410, entre 1921 et 1937 à Saint-Ouen.
La route était alors longée par des voies de tramway, implantées hors de la chaussée et ne gênant pas la circulation, ce qui fut pourtant le motif de la suppression des tramways parisiens en 1937

La RN 410 reprend la partie nord de la route de la Révolte (route rectiligne qui reliait Paris (porte Maillot) à Saint-Denis (porte de Paris).

### De Paris (Porte de Clichy) à Saint-Denis (RD 912, RNIL 410 et RN 410)
- Paris, porte de Clichy
- Clichy
  - Boulevard Victor-Hugo
- Saint-Ouen
  - Boulevard Victor-Hugo
  - Place de la République
  - Boulevard Jean Jaurès
- Saint-Denis
  - Boulevard Anatole-France
  - Carrefour Pleyel
  - Boulevard Anatole-France
  - Pont de la Révolte
  - Boulevard Anatole-France
  - Bretelle de l'échangeur N°2 de l'A 1

## Place dans le réseau
La RN 410 avait une place secondaire dans le réseau des routes nationales d'avant les années 1970. Elle croisait les routes nationales suivantes :
- la RN 57 à Pont-à-Mousson ;
- la RN 413 près de Louvigny ;
- la RN 55 près de Buchy ;
- la RN 399 à Han-sur-Nied ;
- la RN 3 à Trois Maisons ;
- la RN 56 à Macheren ;
- la RN 61 et la RN 74 à Sarreguemines ;
- la RN 62 à Bitche.

La seconde RN 410 avait une place marginale dans le réseau vu son parcours très court. Elle croisait les routes nationales suivantes :
- la RN 310 à Clichy
- la RN 14 à Saint-Ouen
- la RN 412 à Saint-Denis (à partir des années 1990 jusqu'en 2006)
- la RN 1 à Saint-Denis

## Tourisme
La RN 410 traversait le parc naturel régional des Vosges du Nord entre La Fromuehle et Bitche. Elle traversait également la réserve de biosphère transfrontalière des Vosges du Nord-Pfälzerwald. Les principales attractions touristiques situées sur la route ou à très courte distance sont :
- Pont-à-Mousson (édifices religieux et civils...)
- Mousson (ruines du château, panorama, bois du Juré...)
- Lesménils (panorama de la côte de Xon...)
- Cheminot (église Saint-Maurice...)
- Mainvillers (chapelle de la Visitation...)
- Faulquemont (ossuaire et chapelle Saint-Vincent...)
- Macheren (forêt de Macheren...)
- Seingbouse (chapelle de la Vierge...)
- Sarreguemines (édifices religieux et civils, musée, forêt de Sarreguemines...)
- Bliesbruck (parc archéologique...)
- Bettviller (fort Casso...)
- Siersthal (fort du Simserhof...)
- Reyersviller (chêne des Suédois...)
- Bitche (édifices militaires, religieux et civils, musée, étang de Hasselfurt, forêts...)

et, pour le second tracé :
- Paris
- Saint-Ouen (château...)
- Saint-Denis (édifices religieux et civils, musées...)